# Tayto
Tayto Limited ist ein irischer Hersteller von Knabberartikeln wie Popcorn und Kartoffelchips, dessen Produkte auch hauptsächlich auf die Republik Irland begrenzt vertrieben werden. Taytos Sitz und seine Produktionseinrichtungen befanden sich bis September 2005 in Coolock, County Dublin, bevor das Unternehmen Largo Foods mit Sitz in Ashbourne mit der Herstellung beauftragt wurde. Im Juli 2006 wurde Tayto von Largo Foods schließlich gekauft.
Tayto wird zugeschrieben, bereits im Jahr 1954 das "Cheese and Onion"-, also Käse-Zwiebel-Aroma für Kartoffelchips entwickelt zu haben. Die langjährige Marktpräsenz führte dazu, dass im umgangssprachlichen Vokabular vor allem der irischen Landbevölkerung "Tayto" als Synonym für Kartoffelchips im Allgemeinen verwendet wird. Die Tayto-Produkte sind auch beliebter Importartikel für irischstämmige Auswanderer weltweit.
Das Unternehmen ist nicht zu verwechseln mit einer nordirischen Firma gleichen Namens und gleicher Branche, die 1956 mit Produktionstechniken und Lizenz der irischen Tayto gegründet wurde. Diese trägt den Namen Tayto (NI) Ltd. und vertreibt ihre Produkte in Großbritannien sowie anderen Ländern.

## Tayto Park
Im November 2010 eröffnete Tayto direkt neben dem Hauptwerk im irischen Ashbourne den Familienpark "Tayto Park". Der Freizeitpark verfügt über diverse Spielplätze, Klettergerüste und Familienattraktionen. Weiterhin wird eine Führung durch das Werk angeboten. Für die Saison 2015 plant der Park eine Rekord-Holzachterbahn mit Inversionen, die somit eine Europaneuheit wird.